# Pierre Ramond
Pierre Ramond (francouzsky: [ʁamɔ]; 31. ledna 1943) je profesor fyziky na University of Florida v Gainesville. Hrál důležitou roli ve vývoji teorie superstrun.

## Akademická kariéra
Ramond získal bakalářský titul na Newark College of Engineering (nyní New Jersey Institute of Technology) v roce 1965 a doktorský titul v oboru fyziky na Syracuse University v roce 1969. Od roku 1969 do roku 1971 působil jako postdoktorand ve Fermilabu. Později přešel na Yaleovu univerzitu, kde byl nejprve do roku 1973 instruktorem a následně do roku 1976 asistentem profesora. Poté se přestěhoval na Kalifornský technologický institut a v roce 1980 se stal profesorem fyziky na University of Florida.

## Teorie superstrun
Ramond hrál důležitou roli ve vývoji teorie superstrun. V roce 1971 zobecnil Diracovu práci o bodových částicích na strunámpodobné objekty. V tomto procesu objevil dvoudimenzionální supersymetrii a položil základ pro supersymetrii ve čtyřrozměrném prostoročasu. Našel spektrum módů fermionů v teorii strun a jeho práce tak přispěla k rozvoji teorie superstrun. Za pomoci této práce vyvinuli André Neveu a John Schwarz vyvinuli teorie strun s fermiony a bosony.
Podle kvantové mechaniky existují částice dvou typů: bosony a fermiony, mezi nimiž je zásadní rozdíl. Fermiony jsou částice, které mají poločíselný spin (1/2, 3/2, 5/2 atd.), měřeno v jednotkách Planckovy konstanty a bosony jsou částice, které mají celočíselný spin (0, 1, 2 atd.). Mezi fermiony patří kvarky, leptony a baryony. Naproti tomu kvanta základních interakcí, jako jsou gravitony, fotony, atd. jsou bosony. V kvantové teorii pole, fermiony interagují skrze výměnné bosony.
Rané verze teorie strun navržené japonským fyzikem Jóičiróu Nambu a dalšími v roce 1970 obsahovaly pouze bosonové struny. Ramond dokončil teorii vymyšlením strun popisujících fermiony doprovázející bosonové. Virasorova algebra je symetrická algebra bosonových strun řetězec byla zobecněna na superkonformní algebru (Ramondova algebra je příkladem super Virasorovy algebry) včetně antikomutativních operátorů.

## Vyznamenání a ocenění
Ramond získal za příspěvky k teoretické fyzice několik ocenění. Byl zvolen zahraničním členem Americké fyzikální společnosti a zahraničním členem Americké akademie umění a věd. Obdržel Kleinovu medaili, od švédské Královské akademie věd a univerzitě ve Stockholmu v roce 2004, a cenu Lise Meitnerové v roce 2007. V roce 2015 obdržel cenu Dannieho Heinemena.
Kromě toho je Ramond činný i v akademické a vědecké sféře. Sloužil jako předseda fakultního senátu na University of Florida v letech 2004-2005, a jako předseda Divize částic a polí Americké fyzikální společnosti v roce 2012.

## Dílo
- Field Theory : A Modern Primer. ISBN 0-201-30450-3.
- Journeys Beyond the Standard Model. ISBN 0-8133-4131-0.
- Memoirs of an early string theorist Contribution to the "Birth of String Theory" Commemorative Volume
- Group Theory: A Physicist's Survey. Cambridge University Press. 2010. ISBN 9780521896030.